# Abolición de Prusia
La abolición de Prusia (en alemán: Abschaffung von Preußen) fue un evento que se produjo el 25 de febrero de 1947, por decreto del Consejo de Control Aliado, poniendo fin a la existencia constitucional de Prusia.

## Historia

Extensión de Prusia durante el periodo de la República de Weimar

Prusia fue durante muchos siglos una potencia importante en el centro-norte de Europa, con sede en torno a las ciudades de Berlín y Königsberg y adquirió una importancia especial durante los siglos XVIII y XIX. Tras su victoria en la guerra austro-prusiana, Prusia se convirtió en la fuerza motriz de la creación de un Imperio alemán que excluía a Austria (el Kleindeutsches Reich) del proceso de unificación alemana. En 1871 el rey de Prusia se convirtió en emperador de Alemania.
Tras la Primera Guerra Mundial, el nuevo Estado Libre de Prusia sufrió la mayor parte de las pérdidas territoriales de Alemania, pero siguió siendo el Estado dominante de la nueva República de Weimar. Durante la era Alemania nazi, la existencia de los estados de la República de Weimar permaneció, pero fueron marginados en pro de un poder central. Tras la Segunda Guerra Mundial, de nuevo, casi todas las pérdidas territoriales de Alemania fueron de áreas que habían sido parte de Prusia.
Prusia fue abolida por la Ley N.º 46 del Consejo de Control (en alemán: Kontrollratsgesetz Nr. 46), aprobada por las autoridades de ocupación aliadas, en 1947.
Esto dio lugar a la disolución en 1954 de la Academia de las Artes de Prusia. En 1972 se cambió el nombre de la Academia Prusiana de las Ciencias. Fue abolida y sustituida por la Academia de Ciencias y Humanidades de Berlín-Brandeburgo en 1992 como parte de la Reunificación alemana.

## Ley N.º 46
La Ley N.º 46 del Consejo de Control recogía lo siguiente:

El Estado prusiano, que desde los primeros días ha sido portador del militarismo y lo reaccionario en Alemania, ha dejado de existir de facto.

Guiado por el interés de preservar la paz y la seguridad de los pueblos y con el deseo de asegurar una mayor reconstrucción de la vida política de Alemania sobre una base democrática, el Consejo de Control promulga lo siguiente:

Artículo I

El Estado Prusiano, junto con su gobierno central y todos sus organismos, queda abolido.

Artículo II

Los territorios que formaban parte del Estado prusiano y que actualmente están bajo la autoridad suprema del Consejo de Control recibirán el estatuto de Länder o serán absorbidos por los Länder.

Las disposiciones de este artículo están sujetas a la revisión y a otras disposiciones que acuerde el Consejo de Control o que se establezcan en la futura Constitución de Alemania.

Artículo III

Las funciones estatales y administrativas, así como el activo y el pasivo del antiguo Estado prusiano se transferirán a los Länder correspondientes, con sujeción a los acuerdos que sean necesarios y que establezca el Consejo de Control Aliado.

Artículo IV

Esta ley entra en vigor el día de su firma.

Firmada en Berlín el 25 de febrero de 1947.

-  Marie-Pierre Kœnig, general del ejército.
-  Vasili Sokolovski, mariscal de la Unión Soviética.
-  Lucius D. Clay, general en nombre del general Joseph T. McNarney.
-  Brian Robertson, General en nombre de Sholto Douglas, mariscal de la Real Fuerza Aérea

La Ley N.º 46 del Consejo de Control, firmada el 25 de febrero, liquida el Estado de Prusia, su gobierno central y todos sus organismos.

Esta ley tiene carácter de acción confirmatoria; las once provincias y distritos administrativos de la Prusia preguerra se han dividido desde el comienzo de la ocupación entre las zonas soviética, británica, estadounidense y Polonia.